# Ruská propaganda
Ruská propaganda (také Kremelská propaganda nebo Putinova propaganda), označuje propagandistickou činnost zájmů ruské vlády. Cílem domácí propagandy uvnitř Ruska je primárně udržovat a upevňovat moc Vladimira Putina a současného ruského establishmentu, skrze kult osobnosti, nacionalismu a imperialismu. Propaganda v zahraničí má zase ovlivnit veřejné mínění a politické reprezentace cílových zemí ve prospěch rozšíření nebo udržení ruského mocenského vlivu. Prokremelské dezinformační kampaně zaměřené zejména na Západní svět mají však za cíl především destabilizaci společnosti, podněcují nedemokratické, protisystémové a extrémistické postoje a nedůvěru ke státním a společenským institucím jako jsou vlády, soudy, volby, mainstreamová média apod.
Současná ruská propaganda má své počátky již v sovětské propagandě, její narativy se v průběhu času a vývoje domácích i světových událostí mění a přizpůsobují. Hlavní prostředky šíření propagandy tvoří zejména internetová média, ať už ruskou vládou vlastněná, spřízněná nebo financovaná. Dalším pilířem je rozsáhlá síť proruských veřejných osobností a politiků, často podporovaných nebo přímo spojených s ruskými vládními institucemi. Názory na míru účinnosti ruské propagandy se liší, její projevy ale lze zpozorovat zejména v zemích bývalého Sovětského svazu a východního bloku. Ruská propagandistická mašinérie v zahraničí je proto někdy označována jako forma hybridní války.
Podle šéfredaktorky Sabiny Slonkové investigativního webu Neovlivní.cz není cílem přesvědčit čtenáře o správnosti kremelského pohledu, nýbrž zahltit západní mediální prostor chaosem rozličných teorií, aby celkově vytvářely dojem „Bůhví jak to bylo“.
Sousloví ruská propaganda nebo Kremelská propaganda zahrnuje činnost ruské státní informační politiky, ruských institucí a zvláštní informační činnosti („speciální operace“, „politické technologie“) s cílem šíření mocenského vlivu do primárně ruskojazyčných regionů, následně pak do bývalých států Východního bloku. Dalším významným cílem jsou rusky mluvící komunity v USA, EU a arabských zemích. Dosud byla zaznamenána ve 40 jazycích ve 160 státech světa.
Média zahrnují státem provozované vývody a online technologie a mohou zahrnovat používání „aktivních opatření sovětského stylu“ jako prvku moderní ruské „politické války“. Současná ruská propaganda se zaměřuje na propagaci kultu osobnosti kolem Vladimira Putina a ruská vláda byla také velmi aktivní v debatách o sovětské historii; Rusko založilo řadu organizací, jako je Prezidentská komise Ruské federace pro boj proti pokusům falšovat historii na úkor ruských zájmů, ruské webové brigády a další, které se zabývají politickou propagandou na podporu názorů Putinovy vlády.
U webů jako je aeronet.cz a ac24.cz lze vysledovat ruské finanční toky, texty jejich článků jsou často „cinknuté ruštinou“ nebo jsou překladem ruského bulváru. Podle šéfredaktorky investigativního webu Neovlivní.cz Sabiny Slonkové však jejich cílem není přesvědčit čtenáře o správnosti kremelského pohledu, nýbrž zahltit západní mediální prostor chaosem rozličných teorií, aby celkově vytvářely dojem „Bůhví jak to bylo“.
K podobným závěrům došli švédští politologové Martin Kragh a Sebastian Åsberg, kteří rozebrali ve své studii z roku 2017 více než 4000 článků ruského státního média Sputnik a konstatují:
| „ | Podobně jako sovětská propaganda, je ruská propaganda značně nekonzistentní. Západní svět, hodnoty a instituce jsou vyobrazovány jako neschopné, slabé nebo zdegenerované, ale zároveň jsou označovány jako existenciální hrozba pro Ruskou federaci a ruský národ. Primárním cílem je vytvoření mlhy a nejasností kolem událostí, podněcovat názorovou nesourodost a celkově zpochybňovat koncept pravdy. | “ |

Přestože tak byla v minulosti v některých případech ruská propaganda kontraproduktivní, autoři studie usuzují, že jako celek je v prosazování svých zájmů natolik efektivní, že mohla ovlivnit rozhodování evropských zákonodárců. Například v hlasování švédské sněmovny o přistoupení na bližší kooperaci s NATO v roce 2016 chybělo jen pár hlasů zelených a sociálních demokratů k tomu, aby se smlouva neprosadila. Hlasování, jakým bylo to o ekonomických sankcích EU proti Rusku, totiž vyžadují jednomyslnost napříč všemi členskými státy a k posunutí politiky EU proto není třeba mnoho.
Dle ekonoma Tomáše Prouzy, „klíčovým cílem ruské propagandy v České republice je zasít do společnosti pochyby o tom, že demokracie je nejlepší systém organizace státu; vytvářet negativní obrazy Evropské unie a NATO a odrazovat lidi od účasti v demokratických procesech“. Zmíněné metody jsou součástí Ruskem vedené hybridní války, která má svůj počátek v anexi Krymu Ruskou federací a je zaměřená na postkomunistické země a také západní Evropu.
Západní analytici se shodují na tom, že ruská propaganda v posledních několika letech nabírá na intenzitě. První fází bylo v roce 2001 získání kontroly nad domácími televizními stanicemi. Právě ty jsou v Rusku základním kanálem šíření informací; dnes zpravodajsky dominuje státní kanál Russia-24 a soukromý LifeNews, kterým se mezi žurnalisty říká Agitprop (někdejší sovětská stranická oddělení agitace a propagandy).

## Cíle a metody
Kampaň ruské propagandy je negativně naladěna a často kombinuje pravdu se lží, citové zabarvení, expresívní slova a hlásá nejrůznější konspirační teorie, které obecně určitou skupinu lidí přitahují. Jedním z hlavním cílů je znejistění a demoralizování obyvatel a tím i destabilizování společnosti prostřednictvím zpochybnění všech morálních pravidel, což je metoda využívaná v minulosti například Sovětským svazem nebo Islámským státem. Propaganda tak vytváří dojem, že pravda vlastně neexistuje a ani není nijak důležitá - v neuvěřitelném množství konspiračních teorií je možné si vybrat tu vlastní a rozhodně to není ta, kterou lidem podává mainstream a politici. Dále je vytvářen pocit bezvýznamnosti lidí v dnešním globalizovaném světě, kteří nejsou schopni ze své pozice cokoliv ovlivnit, a to ani prostřednictvím voleb. Většinu ruských propagandistických zpráv tvoří zprávy proti Západu a západním institucím nebo často např. konkrétně proti USA, v menší míře jsou to potom zprávy proruské a proputinovské.
Články ruské propagandy používají vždy podobný scénář - těžce ověřitelný nebo nedůvěryhodný zdroj (čtenář, youtube video, apod.) a na jeho základě je vystavena konspirační teorie, potom je článek nasdílen překopírováním na vícero propagandistických webů. Nakonec článek proniká na sociální sítě, které umožní jeho dosah zesílit. Velkou část obsahu propagandistických médií tvoří zábava, která lidi přitahuje. Mezi zábavný obsah jsou potom dávkovány propagandistické zprávy.
V ruském prostředí je většina médií kontrolovaná státem, takže prosadit propagandu je jednodušší. Na západě používá ruská propaganda svá média typu Russia Today nebo Sputnik, ale potom existuje také početná skupina proruských webů šířících tuto propagandu (např. Aeronet, AC24), které mají velmi nejasnou a netransparentní autorskou a majetkovou strukturu a není jasné, kdo je financuje.
Propagandě obecně, tedy nejen té proruské, podléhají jak například důchodci, tak někdy i střední vrstva a klíčem k obraně je tak především posilování kritického myšlení a mediální gramotnosti ve společnosti pomocí vzdělávání a informování veřejnosti. Další strategií by mělo být vyvracení a vysvětlování lží, tedy ověřování faktů a uvádění pravdy na pravou míru s poukazováním na to, kde konkrétně zpráva obsahuje lež. Posilující efekt může mít veřejné odsouzení nepravdivé zprávy nebo propagandy např. politiky. Další možností jsou politické aktivity nebo aktivity neziskového sektoru za účelem ochrany před dezinformacemi.
Častým argumentem na obranu ruské propagandy je, že Západ tvoří také svou vlastní propagandu. Nicméně mezi ruskou a západní propagandou je kvalitativní rozdíl - zatímco západní média a instituce tvořící zpravodajství jsou založeny na etických principech jako je transparentnost (kdo za články stojí a kdo je financuje) nebo objektivnost (ověřování pravdy), u proruských médií toto neplatí a není jasné, kdo za nimi stojí ani finančně ani organizačně a dochází k systematickému využívání lží a konspiračních teorií s cílem manipulace.

## Vnitřní fungování
Základní platformou jsou ruské televize (např. Rossija-1, První kanál, armádní Zvězda), které jsou primárním zdrojem informací pro značnou část ruského obyvatelstva. Na vedoucích pozicích se zde uplatnili ze starší generace Dmitrij Kiseljov, dále Anton Krasovskij, který neslavně proslul výzvami k topení a upalování ukrajinských dětí, a Margarita Simonjanová, která je také jednou z tváří ruské propagandy. K nim patří i moderátoři Vladimir Solovjov a Olga Skabejevová. K oficiálním kanálům se řadí tisková agentura RIA Novosti, k oficiálním osobnostem mluvčí prezidenta a ministerstva zahraničí Dmitrij Peskov a Marija Zacharovová, agresivními a kontroverzními výroky na sociálních sítích proslul bývalý prezident a premiér Dmitrij Medveděv, který však již nezastává vrcholné funkce. Represivní charakter mají snahy potírat výklady dějin, které „škodí ruským zájmům“, mj. kultu vítězství ve druhé světové válce. K tomu sloužila prezidentská komise vedená Sergejem Naryškinem, dále Vladimir Medinskij, který tak působil z pozice ministra kultury a v roce 2023 zajistil přepracování učebnic dějepisu v souladu s výkladem války proti Ukrajině.
K působení do zahraničí je využívána agentura Sputnik a televize RT (dříve Russia Today). K systematickému ovlivňování diskuse na internetu Rusko používá trollí farmy, pro jejich masové použití nazývané též ruská armáda trollů (tzv. kremlobotů). Mezi ně patřila petrohradská farma pod hlavičkou Agentury pro výzkum internetu řízené Jevgenijem Prigožinem. Fungování farem se podařilo rozkrýt finské investigativní novinářce Jessicce Aro.

## Témata

### Ukrajinská krize
Ruská média často pokřivují fakta ve svých reportážích o ukrajinské krizi nebo z tajení přítomnosti ruské vojenské techniky na povstalecké straně. Podle internetového deníku Echo24 je ruská propaganda v souvislosti s válkou na východní Ukrajině velmi intenzivní a její dosah je ohromný. Deník ji dokonce označil jako „ruské lži“, podobně jako Lidovky.cz.
Server Echo24 odkázal na slovenský Denník N, který přinesl seznam aktivisty Juraje Smetany. Tento seznam obsahuje údaje o internetových stránkách, které propagandu ruských médií tlumočí v prostředí českého a slovenského internetu. Podle Smetany jsou tyto weby sice většinou anonymní, ale působí „profesionálním dojmem“. Často mají také společné to, že celkově líčí Rusko jako zdravou duchovní zemi, kdežto v západních zemích je podle nich morálně rozvrácená společnost.
Součástí ruské propagandy je propagační projekt v dimenzi multimiliónové dolarové operace armáda trollů (rusky Веб-бригады, v anglických médiích běžně označovaná jako troll army).
Jedná se o státem financované internetové loutkové týmy komentátorů napojené na ruskou federální službu bezpečnosti, kteří se pomocí loutkových účtů podílí na ruských i mezinárodních webových blozích a internetových diskuzích s cílem šířit proputinovskou a proruskou propagandu. Převážně je využíván systém opačné cenzury založený na principu, že pokud není možné informace cenzurovat, je možné čtenáře „zahltit odpadem konspiračních teorií a pomluv“.
Dalším fenoménem ruské propagandy je tvorba zinscenovaných scén obětí ukrajinské vlády. Za asistence kamer ruských televizí již několik let natáčí Maria Cypko zfalšované scény, ve kterých v různých převlecích a účesech vystupuje pokaždé jako jiná „oběť ukrajinské vlády“. Ruští propagandisté tuto „plačku k pronájmu“ využívají znovu a znovu a je jim jedno, že její vystoupení jsou médii dobře zdokumentovaná, takže se stejně ukáže, že jde o lež. Vystupovala i jako Syřanka z Damašku, vyzývající Putina ke zvýšení dodávek zbraní prezidentu Asadovi.
Po sestřelení letu Malaysia Arlines 17 se ruské orgány se výrazně zapojily na obranu separatistů, popíraly jejich vinu, obviňovaly ze sestřelení ukrajinské jednotky a předkládaly několik verzí zničení letu MH17, včetně tvrzení státních televizních stanic o sestřelu stíhacím letounem. Tyto verze byly postupně odhalovány jako dezinformace.
Na rozmach ruské propagandy v Česku upozornila i BBC. V Česku vznikla velká skupina profesionálně vypadajících zpravodajských webů, které prezentují ruská stanoviska a dávají velký prostor ukrajinské krizi. Mají nepřehlednou vlastnickou strukturu a vyvstává tak otázka, kdo je financuje. Podle těchto webů je například ukrajinská vláda označována jako fašistická a Spojené státy podle nich plánují ovládnout svět. České stránky ruské oficiální zpravodajské služby Sputnik (bývalý Hlas Ruska) uvádějí (respektive uváděly) zprávy s titulky jako „Ruská armáda je nejsilnější v Evropě“ nebo „Obama nenávidí Rusko“. Při průjezdu konvoje Američanů přes Českou republiku si ruské televize všímaly jen negativních informací a některé informace naopak zatajovaly. Ze čtyř průzkumů podle dvou od STEM/MARK a Phoenix research on-line většina Čechů proti konvoji nic neměla, podle třetího od SANEP byly tábory příznivců a odpůrců vyrovnané a podle čtvrtého od Medianu bylo 38 % lidí pro konvoj a 25 % proti, ruská média ale informovala o tom, že Češi jsou proti konvoji a masově protestují. Ještě silnější propaganda v ruštině je z Ruska cílena na pobaltské ruské menšiny.
Před ruskou invazí na Ukrajinu v únoru 2022 zahájilo Rusko až dva roky předtím ekonomickou válku s Evropou, když si ruský Gazprom pronajal v Evropě zásobníky plynu a nechal je před zimou prázdné.

### Sovětské a ruské dějiny
Terčem ruské propagandy se stalo i Česko a Slovensko, když ruská státní televize Rossija 1 v roce 2015 natočila lživý film Varšavská smlouva. Odtajněné stránky (rusky Варшавский договор. Рассекреченные страницы), ve kterém mimo jiné svalila odpovědnost za invazi vojsk do Československa v roce 1968 na pražskou opozici a její „údernou sílu“ klub politických vězňů K 231, jehož členy film označil za odsouzené esesáky, fašisty a kolaboranty a nepřátele československého lidu, kteří chtěli vytvořit situaci beztrestného teroru a vyvolat ozbrojené srážky a krveprolití.
Ředitel ruské Federální služby pro kontrolu narkotik Viktor Ivanov v červenci 2015 obvinil Západ, že může za drogovou epidemii, prostřednictvím které se západní tajné služby pokoušejí destabilizovat zemi. Na území Ruska byl podle jeho slov „proveden skutečný útok s použitím nového narkotika vykazujícího známky bojové otravné látky.“ Speciální jedy do drog podle něj vyvíjejí vědecké ústavy ve Spojených státech a Velké Británii a pod vlivem drog byly i davy protestujících na ukrajinském Euromajdanu, kteří svrhli Janukovyčův režim.
Poslankyně prokremelské strany Jednotné Rusko Anna Kuvyčková například natočila s malými dětmi z policejní školy ve Volgogradu militantní videoklip, v němž zpívají o Vladimirovi Putinovi jako o strýčku Vovovi a slibují mu, že ačkoliv chtějí světový mír, jsou připraveni nastoupit na poslední bitvu. Zpívají, že Kurily (anektované v roce 1945 Sovětským svazem) nedají samurajům, Krym se Sevastopolem (anektované Ruskem v roce 2014) zůstanou ruské a zpátky do lůna vlasti navrátí i Aljašku (prodanou USA v 19. století). V klipu zaznívá, že lidé jsou unaveni z Hegemona (kterým se myslí USA), že EU je bezradná a krize na Blízkém východě bez řešení, že za oceánem se ujal vlády prezident (kterým se myslí Donald Trump), že pokud budou Rusové slabí, ztratí celou zemi, že připomínkou družby je rudá hvězda.

### Další témata
Prokremelská propaganda stále častěji zneužívá novináře z různých částí světa, kterým připisuje autorství informací, které se nezakládají na pravdě. Stále více zahraničních novinářů zjišťuje, že jejich jména byla zneužita prokremelskou propagandou. Po dementování některá média zprávu stáhnou nebo alespoň zpochybní, jiné proruské servery ji šíří dál. Později se situace opakuje u jiného novináře.
Proti některým zemím EU a evidentně i proti České republice vede Moskva alternativní či nelineární válku. Je to válka, v níž se Kreml snaží prostřednictvím masivní propagandy v médiích a hlavně na sítích zmanipulovat veřejné mínění. Velkými finančními projekty ovlivňuje ekonomiku a daně, ale intenzívním zpochybňováním demokratických principů i politiku zemí, o nichž si Kreml myslí, že by měly patřit do sféry jeho vlivu.
V době globální pandemie covidu-19 mediální obsah ruského mezinárodního televizního kanálu RT určený pro diváky v Rusku podporoval vakcinaci a další opatření pro omezení šíření choroby, zatímco příspěvky určené pro zahraniční publikum poskytovaly širokou publicitu odpůrcům očkování, zdůrazňovaly negativní aspekty protiepidemických opatření a šířily i jiné zprávy zpochybňující jejich potřebnost a účinnost. Programy určené pro evropské země s vysokou podporou vakcinace měly snahu propagovat ruskou vakcínu Sputnik V, neschválenou pro použití v EU. Některé kanály RT na YouTube byly na podzim 2021 zablokovány pro porušení tamních pravidel týkajících se šíření dezinformací o covidu-19.

## Propaganda v zahraničí
Dosud byla zaznamenána ve 40 jazycích ve 160 státech světa.

### Západní Evropa a USA
Propaganda putinovského Ruska podle západních státníků cílí i na projekt Evropské unie a podle amerického viceprezidenta Joeho Bidena je cílem vrátit svět k politice definované sférami vlivu. V politice evropských států nabývaly v druhé polovině prvního desetiletí 21. století úspěchu protiimigrační euroskeptické populistické strany, které se netajily sympatiemi k Rusku. Podle politologa Matěje Trávníčka z FSV UK tyto nové strany spojuje „důraz na změnu, protest proti stávajícím elitám a snaha v sobě zhmotnit a artikulovat nespokojenost, kterou v době nekončících krizí v sobě cítí voliči prakticky ve všech členských zemích Unie.“ Unie tak sledovala vývoj ohledně klíčových voleb v roce 2017, které čekaly Francii, Itálii, Německo a Nizozemsko. Už v roce 2016 Británie odhlasovala odchod z EU, což Unií otřáslo, a Trumpovo vítězství v témže roce ukázalo nacionalistům, populistům a protiimigračním extremistům cestu k reálné moci. Bruselská skupina proti propagandě Stratcom East uvedla předpoklad, že Rusko se bude snažit tyto volby ovlivnit dezinformační kampaní proti evropským politikům a principům.
Není také výjimkou, že jsou prostřednictvím ruských webů šířeny také falešné důkazní materiály jako podhoubí pro dojem rozličných nesourodostí západních novin. Výše zmíněná studie Kragha a Åsberga z roku 2017 ve své analýze 4 000 textů švédské verze oficiálního kremelského rozhlasu Sputnik a dalších „zdrojů ruské diplomacie“ (především RT – novodobý anglickojazyčný Russia Today) nalezla 26 zřejmě falzifikovaných dokumentů. Dokladem takových falzifikací je například to, že údajní Švédové si v takových dokumentech dopisují anglicky, podobné dopisy ve švédštině zase obsahují množství gramatických chyb.
Nicméně autoři se shodují, že i tato forma propagandy je úspěšná. Do švédských médií se tak proruským webům podařilo dostat například ničím nepodložené informace, podle kterých byli švédští politici zapleteni do nelegálního prodeje zbraní či podle kterých ponorky NATO narušují švédské teritoriální vody.
Rusko podle tajných služeb USA vedlo v roce 2016 kampaň posvěcenou ruským vedením, která měla ovlivnit výsledek amerických prezidentských voleb. Cílem bylo podpořit Donalda Trumpa, zdiskreditovat demokratickou kandidátku Hillary Clintonovou a podkopat tak demokratický proces v zemi. Shodly se v tom CIA, FBI i NSA. Prostředky, které měly být využity, byly například hackerské útoky na počítače vedení demokratů a šíření falešných informací a zpráv na internetu a sociálních sítích vyvolávajících zmatek a pochyby (tzv. FUD). Podle amerického poslance Adama Schiffa z výboru pro kontrolu zpravodajských služeb bylo cílem mimo to také vyvolat nesváry v zemi.

### Ostatní země
Následkem migrace Rusů do Pobaltí především po druhé světové válce je dnes v Baltských státech asi 25 % obyvatel etnických Rusů a také zprávy proto vycházejí v ruštině. NATO odhaduje, že v Kaliningradu přetrvává asi 225 tisíc ruských vojáků a například podle generála Jacka Keana, který odmítl Trumpovo přizvání na post ministra obrany, plánuje Putin invazi do této oblasti. Zdaleka ne všichni evropští státníci sdílejí tento pohled, nicméně hrozbě přikládají jistou hodnotu podporou společného cvičení NATO (včetně 600 amerických vojáků) či užšími vojenskými dohodami (Finsko a Švédsko). Rusko na cvičení reagovalo přesunem asi 100 000 vojáků na svou a běloruskou západní hranici (operace Zapad). Ruská média interpretovala cvičení NATO jako provokaci a přípravu na invazi do Ruska.
Litevské bezpečnostní složky prohlásily, že ruský postoj ohrožuje litevskou nezávislost. Pozice nárazníkových států Ruska (Pobaltí, Ukrajina) je nyní dvojaká, protože přestože Donald Trump po svém zvolení změnil názor a přistoupil na protiruské sankce, odmítl případnou obranu dalších napadených států. Donald Trump během kampaně dokonce sdílel citát proti Hillary Clintonové z ruského propagandistického webu, což je dokladem toho, že ruská propaganda skutečně americkou (a posléze i pobaltskou) politiku mohla změnit. Studie Foreign Policy Research stopovala tweety a weby ruských trollů a výzkumníci odhadli, že byl takový obsah zobrazen přibližně 213 milionkrát. Litevští hodnostáři projevili strach zejména proto, že podobná informační válka předcházela invazi na Krym v roce 2014 a následné hybridní válce na východě Ukrajiny.
Tato propaganda stejně jako v případě Ukrajiny cílí na překreslování historického obrazu Sovětského Ruska. Rusko dodnes považuje sovětskou okupaci Pobaltí za oprávněnou, (cca 56 % Rusů lituje rozpadu SSSR) europoslanec reportér z oblasti Jaromír Štětina proto říká, že se Putin snaží vystavět popularitu na jediné přednosti Ruska – jeho velikosti. Nové invaze skutečně Putinovi přinesly ohromující popularitu jak v Rusku, tak v komunitách etnických Rusů v zahraničí.
Ruská státem placená televize RT, která se zaměřuje na propagaci politiky Kremlu v zahraničí, dostala pokutu od britské rady pro televizní a rozhlasové vysílání Ofcom za tendenční zpravodajství o probíhajících konfliktech na východní Ukrajině a v Sýrii.

## Ruská propaganda v Česku
Igor Nikolajčuk z ruského Ústavu strategických studií označil Českou republiku za „rozdělenou zemi“, kde jsou podle něj dvě protichůdné tendence, zda se obracet spíš ke „germánskému nebo slovanskému“ světu.
V polovině roku 2016 připravili politologové z Masarykovy univerzity ve spolupráci s think-tankem Evropské hodnoty analýzu, kde identifikovali metody prokremelských dezinformačních webů. Na základě rámcové čtenosti článků se analýza zaměřila na weby Sputnik, AC24, Svět kolem nás a Parlamentní listy, vynechala ale třeba i známý web Aeronet. Jejich metody propagandy se podle nich nespoléhají už jen na prvoplánovou propagandu v podobě primitivní propagace Kremlu nebo podvrhů fotek a videí. Začaly používat sofistikované způsoby, které ale taktéž zásadně odporují žurnalistickým pravidlům. Zprávy jsou zabarveny především stylem referování či relativizováním některých témat. Obsahují emotivní figury nebo manipulativní techniky a každý pátý článek vyjadřuje negativní emoci. K porušení žurnalistických pravidel došlo ve 40 procentech prostřednictvím svalování viny, ve 34 procentech zveličováním a fámami, v 18 procentech neopodstatněným nálepkováním a v necelých 8 procentech obsahem názoru autora článku. Překvapením bylo, že Parlamentní listy používaly ještě méně odkazů na zdroje, než ostatní weby (40 procent, zbytek 75 procent případů), a používaly manipulativní metody častěji než Sputnik. Čeští politici je přitom považují za standardní prostor pro svou prezentaci.
Evropské hodnoty potom zveřejnily přehled 39 českých aktivních dezinformačních webů s jejich charakteristikami. V prosinci 2016 se na základě toho rozhodla stáhnout z těchto stránek svoji online inzerci Česká spořitelna, která se tak stala první velkou českou společností, jež přistoupila k tomuto kroku. Česká spořitelna k tomu uvedla, že je pro ni nepřijatelné financovat zdroje nepodložených a někdy i záměrně lživých informací. Už v květnu přitom k podobnému kroku přistoupila jazyková škola James Cook Languages a Evropské hodnoty oslovily za tímto účelem i další firmy.
Od ledna 2017 působí v ČR Centrum proti terorismu a hybridním hrozbám, které mimo jiné na klamavé zprávy z ruských zdrojů upozorňuje, jejich vytipování se věnují asi tři desítky lidí. V Bruselu obdobná skupina vznikla již před rokem. Ruskou propagandu podle analytiků v ČR na internetu šíří až okolo stovky subjektů.
K výročí odchodu sovětských vojsk pořádá Člověk v tísni každoročně kampaň Proti ztrátě paměti, při níž vydává memorandum s články známých novinářů doprovázené výstavami, které má povědomí o působení ruské propagandy rozšířit i mezi širší veřejnost.
Skupina českých investigativních novinářů zveřejňuje seznam proruských publikací a webů, u kterých se jedná „nejen o čistou a neskrývanou propagandu, ale i o média, která nekomentované Putinovské vidění světa nabízejí mezi standardními zpravodajskými texty“ na Neovlivní.cz.
Dle ekonoma Tomáše Prouzy, „klíčovým cílem ruské propagandy v České republice je zasít do společnosti pochyby o tom, že demokracie je nejlepší systém organizace státu; vytvářet negativní obrazy Evropské unie a NATO a odrazovat lidi od účasti v demokratických procesech“. Zmíněné metody jsou součástí Ruskem vedené hybridní války, která má svůj počátek v anexi Krymu Ruskou federací a je zaměřená na postkomunistické země a také západní Evropu.
V České republice také působí několik prokremelských spolků, které se nijak netají svými sympatiemi k putinovskému Rusku, přispívají na dezinformační weby a jsou často otevřeně nepřátelské vůči EU, NATO, Ukrajině nebo českým politikům.

## Média
Zpravodajský server colta.ru přinesl v září 2015 svědectví několika novinářů z ruských televizí, mezi nimi např. televizního producenta Stanislava Feofanova nebo nejmenovaného pracovníka Všeruské státní televizní a rozhlasové společnosti, která dokládají, že v období vlády Vladimira Putina se začala měnit novinářská práce v Rusku a začala být ovlivňována Kremlem. Už před rusko-gruzínskou válkou byl v mediálním obrazu budován protivník Ruska, kterým byl světový kapitál zosobněný do Rothschilda, Morgana apod. a jeho negativní vliv na Rusko, především na vývoj cen ropy nebo na špatné potraviny dovážené Rusům. V období gruzínské války Kreml vytvořil konkurenční prostředí mezi televizemi, které soutěžily, kdo natočí exkluzivnější reportáž o válce. Veřejnost tehdy ale válku nepodpořila.
Kreml se poučil a vytvořil sjednocený propagandistický proud. Konkurenční televize začaly spolupracovat a vyměňovat si kontakty, záběry, informace a výsledkem je podle zpovídaných novinářů mj. i 86% podpora Putina. Někdy v únoru 2014 se do ruských médií z Kremlu dostala informace o nové studené válce, horší než ta předchozí, která nahradí dosavadní informační válku.
V období krymské krize byla tato sjednocená strategie vyzkoušena naplno. Kreml vydal zadání, že každý den bude natočena reportáž, jak právě nyní Krym prosperuje a roste blahobyt a radost staronových ruských občanů. Na nižších úrovních nevznikají žádné diskuse, zadání se plní mlčky. Podobně funguje zpravodajství z Luhanské a Doněcké oblasti, kde navíc působí válečný efekt, se kterým Kreml dopředu počítá.
Podmanění státních médií Kremlu v praxi probíhá tak, že nejužší vedení stanic, ředitelé a šéfredaktoři odjíždějí každý pátek do Kremlu, kde se radí o propagandistické televizní strategii. Plán je přesný a vše je rozepsáno, zadáno je jakého pozvat experta k jaké debatě apod.
V období ukrajinské krize a následné války už tato mašinérie jela naplno a vykazovala neuvěřitelná čísla sledovanosti. TV Rossija 24 zaznamenala trojnásobný vzrůst sledovanosti oproti stavu před válkou. Novináři pochopili, že na vlně této propagandy mohou vydělat peníze a vybudovat si kariéru, i proto jim Kremlem zinscenovaná role mnohdy vyhovuje.

## Reakce
Ruská státní propaganda se vyznačuje propagací ruské politiky, autokracie, totalitarismu, a zároveň cynickými a odmítavými komentáři vůči politickým postojům západního světa. Dnes oficiální kremelská média vzešla plynulým přechodem z médií sovětské propagandy, na Sovětské Rusko se také většinou dobrovolně odkazují.
Podle evropské skupiny proti propagandě Stratcom East je jednou ze strategií Ruska šířit tolik zpráv, které si odporují, že lidé dojdou k závěru, že existuje tolik verzí příběhu, že je nemožné zjistit, co je pravda.
Ruskou propagandou se zabývalo mnoho analýz investigativních žurnalistů a socio-politických expertů. V Česku mezi nejvýznamnější patří Ondřej Kundra (týdeník Respekt). Svou Novinářskou křepelku drží za své investigativní texty, které ruský dezinformační systém podrobně zkoumají, v první řadě za knihu Putinovi agenti.
I když se ruská propaganda soustředí na státy bývalého Sovětského svazu (což potvrdily i hromadné databáze prokazatelně nepravdivých zpráv proti západní demokracii jako zpráva East StratCom Task Force), v Německu byl efekt přístupností západních médii značně omezen. Přesto, v souvislosti s Evropskou migrační vlnou 2015, bylo zjištěno, že mnohé servery šíří mylné informace i zde. Jde například o fiktivní příběhy obětí silvestrovských útoků v Kolíně nebo placené facebookové „trolly“ sdílející konspirační teorie.
Mezinárodní právo sice zakazuje propagandu podněcující k válce, podvracející nebo pomlouvačnou, jenže hranice těchto definic jsou velmi mlhavé, a proto Rusko nikdy před mezinárodním soudem nestálo. Nicméně například ICJ (International Commison of Jurists) usvědčilo Rusko z porušení lidských práv propagandou zaměřenou proti LGBT komunitě.